# Kazimierz Czarnecki
Pour les articles homonymes, voir Czarnecki.
Kazimierz Czarnecki, né le 5 mars 1948 à Ostróda, est un haltérophile polonais. 

## Carrière
Kazimierz Czarnecki participe aux Jeux olympiques de 1976 à Montréal et remporte la médaille de bronze.